# Гонение следа
Гоне́ние сле́да («Слѣдъ гнати») — третья стадия (наряду с «закличем» и «сводом») процедуры розыска злодея в судебном процессе Киевской Руси, которая представляла собой погоню за злодеем по оставленным им следам.
Если следы исчезали, розыск останавливался, если они вели до какого-нибудь населённого пункта, то его жители были обязаны отвести от себя подозрения и принять участие в розыске злодея, иначе они несли коллективную ответственность за кражу . Полученные в результате «гонения следа» результаты становились основанием для принятия судебного решения.

«Слѣдъ гнати» (гонение следа). Если вор не будет обнаружен, его ищут по следу; если след приведет к селу или к торговому стану и люди не отведут от себя следа, не поедут вести расследование или силой откажутся, они должны платить за украденное и штраф князю и вести расследование с другими людьми и со свидетелями; если след потеряется на большой торговой дороге и рядом не будет села или будет незаселенная местность, украденное не возмещается и штраф князю не платится.— ст. 77 Пространной редакции Русской Правды
Ввиду отсутствия специальных розыскных органов и лиц «гонение следа» осуществляли потерпевшие, их близкие, члены общины и добровольцы.
Если ни утраченная вещь, ни похититель не найдены, потерпевшему ничего не остается, как прибегнуть к закличу, то есть к объявлению на торговой площади о пропаже, в надежде, что кто-нибудь опознает украденное или потерянное имущество у другого лица.
Институт гонения следа надолго сохранился в обычной практике. В некоторых местах, в Западных районах Украины и Белоруссии, он применялся вплоть до XVIII в., обычно по делам об угоне скота.
Поскольку по своему содержанию «гонение следа» представляет собой частную поисковую деятельность (индивидуальную, коллективную), побудительными мотивами которой выступает материальная заинтересованность субъекта (частного лица — потерпевшего, коллектива — сельской общины), «гонение следа» не может быть признано ни формой, ни методом уголовно-сыскной деятельности, и, как имеющее в своей основе закрепленную законом круговую поруку, может рассматриваться как древнейшая форма противодействия преступности.